# Physcia krogiae
Physcia krogiae är en lavart som beskrevs av Roland Moberg. Physcia krogiae ingår i släktet Physcia och familjen Physciaceae.   Inga underarter finns listade i Catalogue of Life.